# 双花山樱桃
双花山樱桃（学名：Cerasus cyclamina var. biflora）为蔷薇科樱属下的一个变种。

## 扩展阅读
- 維基物種上的相關：双花山樱桃